# Bañuelos de Bureba
Bañuelos de Bureba es una localidad y un municipio situados en la provincia de Burgos, comunidad autónoma de Castilla y León (España), comarca de La Bureba, partido judicial de Briviesca, ayuntamiento del mismo nombre.

## Geografía
Situado al este de Briviesca en la carretera local BU-710. Tiene un área de 15,44 km² con una población de 34 habitantes (INE 2022) y una densidad de 2,07 hab/km².

## Demografía
Bañuelos de Bureba cuenta con una población de 31 habitantes (INE 2024).
| Gráfica de evolución demográfica de Bañuelos de Bureba entre 1842 y 2021                                              |
| |
| Población de derecho según los censos de población del INE. Población de hecho según los censos de población del INE. |

| 1991 |  | 1996 |  | 2001 |  | 2004 |  | 2008 |  | 2012 |  | 2016 |  | 2022 |
| ---- |  | ---- |  | ---- |  | ---- |  | ---- |  | ---- |  | ---- |  | ---- |
| 62   |  | 51   |  | 41   |  | 41   |  | 32   |  | 33   |  | 38   |  | 34   |

## Historia
Villa, en la cuadrilla de Prádano, una de las siete en que se dividía la Merindad de Bureba perteneciente al partido de Bureba, jurisdicción de realengo con regidor pedáneo.
A la caída del Antiguo Régimen queda constituida como ayuntamiento constitucional del mismo nombre en el partido Briviesca, región de Castilla la Vieja. Contaba entonces con 207 habitantes.

### Descripción en el Diccionario Madoz
Así se describe a Bañuelos de Bureba en el tomo III del Diccionario geográfico-estadístico-histórico de España y sus posesiones de Ultramar, obra impulsada por Pascual Madoz a mediados del siglo XIX:

BAÑUELOS DE BUREBA: villa con ayuntamiento en la provincia, diócesis, audiencia territorial y capitanía general de Burgos (7 leguas), partido judicial de Briviesca (1); Situada en una cuesta mirando al E, con clima frío, por hallarse generalmente batida por los vientos del N, reinando alguna vez los del S y O; tiene 58 casas, la de ayuntamiento, escuela de primeras letras, a la que asisten 32 niños de ambos sexos, cuyo maestro percibe 560 reales anuales pagados por los padres de los niños y demás vecinos; 1 iglesia parroquial dedicada a Nuestra Señora de la Asunción, y servida por 2 curas;  y 1 ermita (San Juan Bautista) en los afueras del pueblo, como también 2 fuentes de medianas aguas. Confina el término por N con Briviesca; por E con Quintanaloranco (ambos a 1 legua); por S con Carrias (1/2); y por O con Prádanos (1). Enclavado en él se encuentra un despoblado llamado de Quintanilleja; el terreno es barrancoso y de mediana calidad, fertilizado en alguna parte por un pequeño río que se forma de 2 arroyuelos que tienen origen, el uno en el pueblo de Castil de Carrias, y el otro de una fuente llamada Fuente-Moros, en término de la población que describimos, a cuya salida le cruzan 2 puentes. Los caminos son locales, y se hallan en mal estado, recibiendo la correspondencia de Briviesca; Producciones: trigo, centeno, comuña, cebada, avena, titos, habas, patatas, cáñamo, lino, frutas y alguna hortaliza; cría ganado lanar; caza de perdices, codornices y liebres, y pesca de cangrejos y algunos peces pequeños; Industria: 1 molino harinero, ocupándose los vecinos, además de los trabajos de la agricultura, en la recría de ganado mular; Población: 52 vecinos, 207 almas; Capital productivo: 1.202.700 reales; Imponible: 111.931; Contribución: 4.662 reales 27 maravedíes; El presupuesto municipal asciende a 2.961 reales, que se cubren por reparto vecinal.
Diccionario geográfico-estadístico-histórico de España y sus posesiones de Ultramar

## Personas destacadas
- Antoni Benaiges, Maestro  Nacional de la escuela del pueblo durante 1934 a 1936 y propulsor de las técnicas Freinet.[6]
- Baltasar Temiño de Bañuelos, nacido en Bañuelos de Bureba, fue uno de los cuatro fundadores de Zacatecas, en México, en 1548.[7]